# Eurabia
     <1% (Polska, Armenia, Białoruś, Czechy, Estonia, Finlandia, Węgry, Islandia, Irlandia, Łotwa, Litwa, Malta, Mołdawia, Monako, Portugalia, Rumunia, San Marino, Słowacja, )
     1%-2% (Andora, Chorwacja, Ukraina)
     2%-4% (Włochy, Luksemburg, Norwegia, Serbia, Słowenia, Hiszpania)
     4%-5% (Dania, Grecja, Liechtenstein, Wielka Brytania)
     5%-10% (Austria, Belgia, Francja, Niemcy, Holandia, Szwecja, Szwajcaria)
     10%-20% (Bułgaria, Gruzja, Czarnogóra, Rosja)
     20%-30% (Cypr)
     30%-40% (Macedonia)
     40%-50% (Bośnia i Hercegowina)
     80%-90% (Albania)
     90%-95% (Kosowo)
     >95% (Turcja, Azerbejdżan)

Islam w Europie:
<1% (Polska, Armenia, Białoruś, Czechy, Estonia, Finlandia, Węgry, Islandia, Irlandia, Łotwa, Litwa, Malta, Mołdawia, Monako, Portugalia, Rumunia, San Marino, Słowacja,)
1%-2% (Andora, Chorwacja, Ukraina)
2%-4% (Włochy, Luksemburg, Norwegia, Serbia, Słowenia, Hiszpania)
4%-5% (Dania, Grecja, Liechtenstein, Wielka Brytania)
5%-10% (Austria, Belgia, Francja, Niemcy, Holandia, Szwecja, Szwajcaria)
10%-20% (Bułgaria, Gruzja, Czarnogóra, Rosja)
20%-30% (Cypr)
30%-40% (Macedonia)
40%-50% (Bośnia i Hercegowina)
80%-90% (Albania)
90%-95% (Kosowo)
>95% (Turcja, Azerbejdżan)

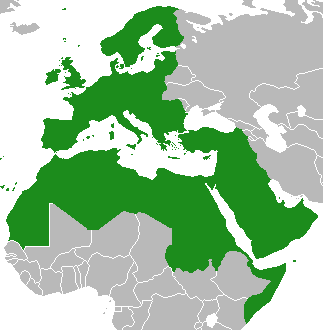
Mapa domniemanej Eurabii.

Eurabia – neologizm polityczny, określenie powstało z połączenia nazw Europa i Arabia.
Określenie to pochodzi prawdopodobnie od nazwy biuletynu poświęconego dialogowi między Europą a światem arabskim. Pejoratywne znaczenie nadała mu religijna syjonistka Bat Ye'or. W jej dyskursie miało określać Europę sprzymierzoną ze światem arabskim przeciwko Stanom Zjednoczonym.
Określenie Eurabia ma też w niektórych dyskursach sugerować opanowanie czy opanowywanie Europy przez islam (islamizacja). W ten sposób używali tego neologizmu m.in. Oriana Fallaci i Daniel Pipes. Miałoby to nastąpić poprzez integrację europejską z imigracją (w tym wypadku islamską) spoza Europy, która posiada wyższy współczynnik urodzeń niż rdzenni mieszkańcy państw europejskich.